# Michael Stremel
Michael Stremel (23 maart 1966 - New York, 1 januari 2001) was een Amerikaans filmproducent. Hij overleed op 34-jarige leeftijd na een gevecht tegen aids.
Stremel werkte vier jaar als vicevoorzitter van Fox Searchlight als eindverantwoordelijk uitvoerder van East Coast Production. Onder zijn leiding vielen Boys Don't Cry, Whiteboys en Slums of Beverly Hills in de prijzen.
Als producer behaalde hij verschillende prijzen met de documentairefilm Compassion in Exile: The Life of the 14th Dalai Lama. De documentaire werd tweemaal genomineerd voor een Emmy Award, in de categorieën beste regisseur en beste documentaire.

## Filmografie
- Our Planet Earth (1991)
- Compassion in Exile: The Life of the 14th Dalai Lama (1993)
- The Dadshuttle (1996)